# Lotto Volley League (2025/2026)
Lotto Volley League 2025/2026 – 82. sezon mistrzostw Belgii w piłce siatkowej zorganizowany przez stowarzyszenie Belgian Volley League we współpracy ze związkiem Volley Belgium. Rozpoczął się 18 października 2025.
W Lotto Volley League uczestniczyło 10 drużyn. Rozgrywki składały się z fazy zasadniczej, drugiej rundy oraz fazy play-off. W fazie zasadniczej zespoły rozegrały ze sobą po dwa mecze. Cztery najlepsze drużyny awansowały do BeNe Conference – wspólnych rozgrywek ligowych dla klubów z Belgii i Holandii, natomiast pozostałe grały w grupie Challenge.
W BeNe Conference drużyny z przeciwnych państw rozegrały po dwa spotkania. W tabeli uwzględniono wyniki meczów fazy zasadniczej pomiędzy zespołami z tego samego kraju.
W fazie play-off brały udział wszystkie belgijskie drużyny z BeNe Conference oraz dwa najlepsze zespoły grupy Challenge. Faza play-off obejmowała ćwierćfinały, półfinały oraz finały.
Sponsorem tytularnym rozgrywek było przedsiębiorstwo Nationale Loterij organizujące loterię Lotto.

## Drużyny uczestniczące
W Lotto Volley League w sezonie 2025/2026 uczestniczyło 10 drużyn. Skład rozgrywek nie zmienił się w porównaniu z poprzednim sezonem.
| Lotto Volley League 2025/2026 | Lotto Volley League 2025/2026 |                  |
| ----------------------------- | ----------------------------- | ---------------- |
| Knack Roeselare               | 1                             | Liga Mistrzów    |
| Volley Haasrode Leuven        | 2                             | Liga Mistrzów    |
| Tectum Achel                  | =3                            | Puchar CEV       |
| VC Greenyard Maaseik          | =3                            | Puchar CEV       |
| Lindemans Aalst               | =5                            | Puchar Challenge |
| Decospan Volley Team Menen    | =5                            |                  |
| Waremme Volley                | 7                             |                  |
| Caruur Volley Gent            | 8                             |                  |
| Thuismakers Brabo Antwerp VT  | 9                             |                  |
| Volley Guibertin              | 10                            |                  |

Oznaczenia:
- kolumna druga – miejsce zajęte przez daną drużynę w poprzednim sezonie.

## System rozgrywek
Lotto Volley League w sezonie 2025/2026 składała się z fazy zasadniczej, drugiej rundy oraz fazy play-off.

### Faza zasadnicza
W fazie zasadniczej 10 drużyn rozegrało ze sobą po dwa mecze systemem kołowym (mecz u siebie i rewanż na wyjeździe). Cztery najlepsze zespoły awansowały do BeNe Conference – wspólnego etapu rozgrywek dla klubów z Belgii i Holandii. Pozostałe drużyny trafiły do grupy Challenge.

### Druga runda
W drugiej rundzie zespoły rywalizowały w dwóch grupach: BeNe Conference i grupie Challenge.
BeNe Conference

W BeNe Conference uczestniczyły po cztery najlepsze zespoły fazy zasadniczej Lotto Volley League i holenderskiej Eredivisie. W ramach BeNe Conference drużyny z przeciwnych państw rozegrały ze sobą po dwa spotkania systemem kołowym (mecz u siebie i rewanż na wyjeździe). Do tabeli wliczono wyniki meczów fazy zasadniczej pomiędzy zespołami z tego samego kraju.
Dwie najlepsze belgijskie drużyny w BeNe Conference awansowały bezpośrednio do półfinałów, natomiast pozostałe belgijskie zespoły rywalizowały w ćwierćfinałach fazy play-off.
Grupa Challenge

W grupie Challenge rywalizowały zespoły, które w fazie zasadniczej zajęły miejsca 5–10. Drużyny drugą fazę rozpoczęły z liczbą punktów uzależnioną od miejsca w fazie zasadniczej:
- 5. miejsce – 5 punktów,
- 6. miejsce – 4 punkty,
- 7. miejsce – 3 punkty,
- 8. miejsce – 2 punkty,
- 9. miejsce – 1 punkt,
- 10. miejsce – 0 punktów.

Zespoły rozegrały ze sobą po dwa mecze systemem kołowym (mecz u siebie i rewanż na wyjeździe). Dwa najlepsze awansowały do ćwierćfinałów fazy play-off, pozostałe zakończyły udział w rozgrywkach.

### Faza play-off
Faza play-off obejmowała ćwierćfinały, półfinały oraz finał.
Ćwierćfinały

Ćwierćfinałowe pary utworzono według poniższego schematu:
- para 1: 3. miejsce w BeNe Conference – 2. miejsce w grupie Challenge;
- para 2: 4. miejsce w BeNe Conference – 1. miejsce w grupie Challenge.

Rywalizacja w parach toczyła się do dwóch wygranych ze zmianą gospodarza po każdym meczu. Gospodarzem pierwszego spotkania był zespół z BeNe Conference. Zwycięzcy awansowali do półfinałów, natomiast przegrani zakończyli udział w rozgrywkach i zostali sklasyfikowani na miejscach 5–6 zgodnie z wynikami drugiej rundy.
Półfinały

Półfinałowe pary utworzono według poniższego schematu:
- para 1: 1. miejsce w BeNe Conference – zwycięzca w ćwierćfinałowej parze 2;
- para 2: 2. miejsce w BeNe Conference – zwycięzca w ćwierćfinałowej parze 1.

Rywalizacja w parach toczyła się do dwóch zwycięstw ze zmianą gospodarza po każdym meczu. Gospodarzami pierwszego spotkania były zespoły z pierwszego i drugiego miejsca w BeNe Conference. Zwycięzcy awansowali do finału, natomiast przegrani zakończyli udział w rozgrywkach i zostali sklasyfikowani na miejscach 3–4 zgodnie z wynikami drugiej rundy.
Finał

W finale zespoły grały w serii do trzech zwycięstw ze zmianą gospodarza po każdym meczu. Gospodarzem pierwszego spotkania był zespół, który w drugiej rundzie zajął wyższe miejsce. Zwycięzca finału został mistrzem Belgii, natomiast przegrany – wicemistrzem.

### Kryteria ustalenia pozycji w tabeli
O kolejności w tabeli decydowały następujące kryteria:
1. liczba punktów (3:0 i 3:1 – 3 punkty dla zwycięzcy, 0 punktów dla przegranego; 3:2 – 2 punkty dla zwycięzcy, 1 punkt dla przegranego; walkower – 3 punkty dla zwycięzcy, -1 punkt dla przegranego),
2. liczba zwycięstw,
3. stosunek setów wygranych do przegranych (do dwóch miejsc po przecinku),
4. bilans w meczach bezpośrednich pomiędzy zainteresowanymi drużynami zgodnie z punktami 1-3,
5. dodatkowy mecz – jeśli rozstrzygnięcie ma znaczenie dla tytułu, awansu lub spadku, przydziału miejsca w fazie play-off lub udziału w europejskich pucharach.

## Hale sportowe
| Drużyna                      | Hala sportowa              | Miejscowość        |
| ---------------------------- | -------------------------- | ------------------ |
| Caruur Volley Gent           | Edugo Arena                | Gandawa            |
| Decospan Volley Team Menen   | CC De Steiger              | Menen              |
| VC Greenyard Maaseik         | Steengoed Arena            | Maaseik            |
| Knack Roeselare              | REO Arena                  | Roeselare          |
| Lindemans Aalst              | Sportcentrum Schotte       | Aalst              |
| Tectum Achel                 | Sporthal De Koekoek        | Hamont-Achel       |
| Thuismakers Brabo Antwerp VT | Sporthal Arena             | Antwerpia          |
| Volley Guibertin             | Centre sportif Jean Moisse | Mont-Saint-Guibert |
| Volley Haasrode Leuven       | Sportoase                  | Leuven             |
| Waremme Volley               | Province Ballons Arena     | Waremme            |
| Źródło:                      |                            |                    |

| VC Greenyard MaaseikKnack RoeselareVolley Haasrode LeuvenCaruur Volley GentDecospan Volley Team MenenLindemans AalstTectum AchelVolley GuibertinWaremme VolleyThuismakers · Brabo Antwerp VT Lokalizacja głównych obiektów sportowych |

## Faza zasadnicza

### Tabela wyników
| Gospodarz \ Gość1            | ROE | LEU | ACH | MAA | AAL | MEN | WAR | GEN | ANT | GUI |
| ---------------------------- | --- | --- | --- | --- | --- | --- | --- | --- | --- | --- |
| Knack Roeselare              | -   | :   | :   | :   | :   | :   | :   | :   | :   | :   |
| Volley Haasrode Leuven       | :   | -   | :   | :   | :   | :   | :   | :   | :   | :   |
| Tectum Achel                 | :   | :   | -   | :   | :   | :   | :   | :   | :   | :   |
| VC Greenyard Maaseik         | :   | :   | :   | -   | :   | :   | :   | :   | :   | :   |
| Lindemans Aalst              | :   | :   | :   | :   | -   | :   | :   | :   | :   | :   |
| Decospan Volley Team Menen   | :   | :   | :   | :   | :   | -   | :   | :   | :   | :   |
| Waremme Volley               | :   | :   | :   | :   | :   | :   | -   | :   | :   | :   |
| Caruur Volley Gent           | :   | :   | :   | :   | :   | :   | :   | -   | :   | :   |
| Thuismakers Brabo Antwerp VT | :   | :   | :   | :   | :   | :   | :   | :   | -   | :   |
| Volley Guibertin             | :   | :   | :   | :   | :   | :   | :   | :   | :   | -   |

### Terminarz i wyniki spotkań
| WYNIKI SPOTKAŃ | WYNIKI SPOTKAŃ | WYNIKI SPOTKAŃ               | WYNIKI SPOTKAŃ | WYNIKI SPOTKAŃ               | WYNIKI SPOTKAŃ | WYNIKI SPOTKAŃ | WYNIKI SPOTKAŃ   | WYNIKI SPOTKAŃ |
| Data | Godz.          | Gospodarz                    | Rezultat       | Gość                         | Hala sportowa  | Widzów         | Star of the Game | *              |
| --- | -------------- | ---------------------------- | -------------- | ---------------------------- | -------------- | -------------- | ---------------- | -------------- |
| 1. KOLEJKA |                |                              |                |                              |                |                |                  |                |
| |                | Knack Roeselare              | :              | Decospan Volley Team Menen   |                |                |                  | [ 8 ]          |
| |                | Caruur Volley Gent           | :              | Waremme Volley               |                |                |                  | [ 9 ]          |
| |                | VC Greenyard Maaseik         | :              | Tectum Achel                 |                |                |                  | [ 10 ]         |
| |                | Volley Haasrode Leuven       | :              | Thuismakers Brabo Antwerp VT |                |                |                  | [ 11 ]         |
| |                | Volley Guibertin             | :              | Lindemans Aalst              |                |                |                  | [ 12 ]         |
| 2. KOLEJKA |                |                              |                |                              |                |                |                  |                |
| |                | Tectum Achel                 | :              | Volley Guibertin             |                |                |                  | [ 13 ]         |
| |                | Thuismakers Brabo Antwerp VT | :              | Caruur Volley Gent           |                |                |                  | [ 14 ]         |
| |                | Waremme Volley               | :              | Knack Roeselare              |                |                |                  | [ 15 ]         |
| |                | Lindemans Aalst              | :              | Volley Haasrode Leuven       |                |                |                  | [ 16 ]         |
| |                | Decospan Volley Team Menen   | :              | VC Greenyard Maaseik         |                |                |                  | [ 17 ]         |
| 3. KOLEJKA |                |                              |                |                              |                |                |                  |                |
| |                | Caruur Volley Gent           | :              | Decospan Volley Team Menen   |                |                |                  | [ 18 ]         |
| |                | VC Greenyard Maaseik         | :              | Lindemans Aalst              |                |                |                  | [ 19 ]         |
| |                | Knack Roeselare              | :              | Tectum Achel                 |                |                |                  | [ 20 ]         |
| |                | Volley Haasrode Leuven       | :              | Waremme Volley               |                |                |                  | [ 21 ]         |
| |                | Volley Guibertin             | :              | Thuismakers Brabo Antwerp VT |                |                |                  | [ 22 ]         |
| 4. KOLEJKA |                |                              |                |                              |                |                |                  |                |
| |                | Caruur Volley Gent           | :              | Volley Haasrode Leuven       |                |                |                  | [ 23 ]         |
| |                | Decospan Volley Team Menen   | :              | Volley Guibertin             |                |                |                  | [ 24 ]         |
| |                | Lindemans Aalst              | :              | Tectum Achel                 |                |                |                  | [ 25 ]         |
| |                | Waremme Volley               | :              | VC Greenyard Maaseik         |                |                |                  | [ 26 ]         |
| |                | Thuismakers Brabo Antwerp VT | :              | Knack Roeselare              |                |                |                  | [ 27 ]         |
| 5. KOLEJKA |                |                              |                |                              |                |                |                  |                |
| |                | Volley Guibertin             | :              | Caruur Volley Gent           |                |                |                  | [ 28 ]         |
| |                | Tectum Achel                 | :              | Waremme Volley               |                |                |                  | [ 29 ]         |
| |                | Volley Haasrode Leuven       | :              | Decospan Volley Team Menen   |                |                |                  | [ 30 ]         |
| |                | VC Greenyard Maaseik         | :              | Thuismakers Brabo Antwerp VT |                |                |                  | [ 31 ]         |
| |                | Knack Roeselare              | :              | Lindemans Aalst              |                |                |                  | [ 32 ]         |
| 6. KOLEJKA |                |                              |                |                              |                |                |                  |                |
| |                | Caruur Volley Gent           | :              | Lindemans Aalst              |                |                |                  | [ 33 ]         |
| |                | Decospan Volley Team Menen   | :              | Tectum Achel                 |                |                |                  | [ 34 ]         |
| |                | VC Greenyard Maaseik         | :              | Knack Roeselare              |                |                |                  | [ 35 ]         |
| |                | Thuismakers Brabo Antwerp VT | :              | Waremme Volley               |                |                |                  | [ 36 ]         |
| |                | Volley Guibertin             | :              | Volley Haasrode Leuven       |                |                |                  | [ 37 ]         |
| 7. KOLEJKA |                |                              |                |                              |                |                |                  |                |
| |                | Tectum Achel                 | :              | Thuismakers Brabo Antwerp VT |                |                |                  | [ 38 ]         |
| |                | Volley Haasrode Leuven       | :              | VC Greenyard Maaseik         |                |                |                  | [ 39 ]         |
| |                | Lindemans Aalst              | :              | Decospan Volley Team Menen   |                |                |                  | [ 40 ]         |
| |                | Knack Roeselare              | :              | Caruur Volley Gent           |                |                |                  | [ 41 ]         |
| |                | Waremme Volley               | :              | Volley Guibertin             |                |                |                  | [ 42 ]         |
| 8. KOLEJKA |                |                              |                |                              |                |                |                  |                |
| |                | Volley Guibertin             | :              | Knack Roeselare              |                |                |                  | [ 43 ]         |
| |                | Caruur Volley Gent           | :              | VC Greenyard Maaseik         |                |                |                  | [ 44 ]         |
| |                | Volley Haasrode Leuven       | :              | Tectum Achel                 |                |                |                  | [ 45 ]         |
| |                | Decospan Volley Team Menen   | :              | Thuismakers Brabo Antwerp VT |                |                |                  | [ 46 ]         |
| |                | Lindemans Aalst              | :              | Waremme Volley               |                |                |                  | [ 47 ]         |
| 9. KOLEJKA |                |                              |                |                              |                |                |                  |                |
| |                | Knack Roeselare              | :              | Volley Haasrode Leuven       |                |                |                  | [ 48 ]         |
| |                | VC Greenyard Maaseik         | :              | Volley Guibertin             |                |                |                  | [ 49 ]         |
| |                | Tectum Achel                 | :              | Caruur Volley Gent           |                |                |                  | [ 50 ]         |
| |                | Waremme Volley               | :              | Decospan Volley Team Menen   |                |                |                  | [ 51 ]         |
| |                | Thuismakers Brabo Antwerp VT | :              | Lindemans Aalst              |                |                |                  | [ 52 ]         |
| 10. KOLEJKA |                |                              |                |                              |                |                |                  |                |
| |                | Volley Guibertin             | :              | Tectum Achel                 |                |                |                  | [ 53 ]         |
| |                | Caruur Volley Gent           | :              | Thuismakers Brabo Antwerp VT |                |                |                  | [ 54 ]         |
| |                | Knack Roeselare              | :              | Waremme Volley               |                |                |                  | [ 55 ]         |
| |                | Volley Haasrode Leuven       | :              | Lindemans Aalst              |                |                |                  | [ 56 ]         |
| |                | VC Greenyard Maaseik         | :              | Decospan Volley Team Menen   |                |                |                  | [ 57 ]         |
| 11. KOLEJKA |                |                              |                |                              |                |                |                  |                |
| |                | Decospan Volley Team Menen   | :              | Knack Roeselare              |                |                |                  | [ 58 ]         |
| |                | Waremme Volley               | :              | Caruur Volley Gent           |                |                |                  | [ 59 ]         |
| |                | Tectum Achel                 | :              | VC Greenyard Maaseik         |                |                |                  | [ 60 ]         |
| |                | Thuismakers Brabo Antwerp VT | :              | Volley Haasrode Leuven       |                |                |                  | [ 61 ]         |
| |                | Lindemans Aalst              | :              | Volley Guibertin             |                |                |                  | [ 62 ]         |
| 12. KOLEJKA |                |                              |                |                              |                |                |                  |                |
| |                | Volley Haasrode Leuven       | :              | Caruur Volley Gent           |                |                |                  | [ 63 ]         |
| |                | Volley Guibertin             | :              | Decospan Volley Team Menen   |                |                |                  | [ 64 ]         |
| |                | Tectum Achel                 | :              | Lindemans Aalst              |                |                |                  | [ 65 ]         |
| |                | VC Greenyard Maaseik         | :              | Waremme Volley               |                |                |                  | [ 66 ]         |
| |                | Knack Roeselare              | :              | Thuismakers Brabo Antwerp VT |                |                |                  | [ 67 ]         |
| 13. KOLEJKA |                |                              |                |                              |                |                |                  |                |
| |                | Caruur Volley Gent           | :              | Volley Guibertin             |                |                |                  | [ 68 ]         |
| |                | Waremme Volley               | :              | Tectum Achel                 |                |                |                  | [ 69 ]         |
| |                | Decospan Volley Team Menen   | :              | Volley Haasrode Leuven       |                |                |                  | [ 70 ]         |
| |                | Thuismakers Brabo Antwerp VT | :              | VC Greenyard Maaseik         |                |                |                  | [ 71 ]         |
| |                | Lindemans Aalst              | :              | Knack Roeselare              |                |                |                  | [ 72 ]         |
| 14. KOLEJKA |                |                              |                |                              |                |                |                  |                |
| |                | Knack Roeselare              | :              | Volley Guibertin             |                |                |                  | [ 73 ]         |
| |                | VC Greenyard Maaseik         | :              | Caruur Volley Gent           |                |                |                  | [ 74 ]         |
| |                | Tectum Achel                 | :              | Volley Haasrode Leuven       |                |                |                  | [ 75 ]         |
| |                | Thuismakers Brabo Antwerp VT | :              | Decospan Volley Team Menen   |                |                |                  | [ 76 ]         |
| |                | Waremme Volley               | :              | Lindemans Aalst              |                |                |                  | [ 77 ]         |
| 15. KOLEJKA |                |                              |                |                              |                |                |                  |                |
| |                | Volley Haasrode Leuven       | :              | Knack Roeselare              |                |                |                  | [ 78 ]         |
| |                | Volley Guibertin             | :              | VC Greenyard Maaseik         |                |                |                  | [ 79 ]         |
| |                | Caruur Volley Gent           | :              | Tectum Achel                 |                |                |                  | [ 80 ]         |
| |                | Decospan Volley Team Menen   | :              | Waremme Volley               |                |                |                  | [ 81 ]         |
| |                | Lindemans Aalst              | :              | Thuismakers Brabo Antwerp VT |                |                |                  | [ 82 ]         |
| 16. KOLEJKA |                |                              |                |                              |                |                |                  |                |
| |                | Lindemans Aalst              | :              | Caruur Volley Gent           |                |                |                  | [ 83 ]         |
| |                | Tectum Achel                 | :              | Decospan Volley Team Menen   |                |                |                  | [ 84 ]         |
| |                | Knack Roeselare              | :              | VC Greenyard Maaseik         |                |                |                  | [ 85 ]         |
| |                | Waremme Volley               | :              | Thuismakers Brabo Antwerp VT |                |                |                  | [ 86 ]         |
| |                | Volley Haasrode Leuven       | :              | Volley Guibertin             |                |                |                  | [ 87 ]         |
| 17. KOLEJKA |                |                              |                |                              |                |                |                  |                |
| |                | Thuismakers Brabo Antwerp VT | :              | Tectum Achel                 |                |                |                  | [ 88 ]         |
| |                | VC Greenyard Maaseik         | :              | Volley Haasrode Leuven       |                |                |                  | [ 89 ]         |
| |                | Decospan Volley Team Menen   | :              | Lindemans Aalst              |                |                |                  | [ 90 ]         |
| |                | Caruur Volley Gent           | :              | Knack Roeselare              |                |                |                  | [ 91 ]         |
| |                | Volley Guibertin             | :              | Waremme Volley               |                |                |                  | [ 92 ]         |
| 18. KOLEJKA |                |                              |                |                              |                |                |                  |                |
| |                | Decospan Volley Team Menen   | :              | Caruur Volley Gent           |                |                |                  | [ 93 ]         |
| |                | Lindemans Aalst              | :              | VC Greenyard Maaseik         |                |                |                  | [ 94 ]         |
| |                | Tectum Achel                 | :              | Knack Roeselare              |                |                |                  | [ 95 ]         |
| |                | Waremme Volley               | :              | Volley Haasrode Leuven       |                |                |                  | [ 96 ]         |
| |                | Thuismakers Brabo Antwerp VT | :              | Volley Guibertin             |                |                |                  | [ 97 ]         |
| Godziny do 26 października 2025 roku podano według strefy czasowej UTC+2, a od 26 października 2025 roku – według strefy czasowej UTC+1. Źródło: |                |                              |                |                              |                |                |                  |                |

### Tabela
| Lp.                                      | Drużyna                      | Pkt | Mecze | Mecze | Mecze | Rodzaj wyniku | Rodzaj wyniku | Rodzaj wyniku | Rodzaj wyniku | Rodzaj wyniku | Rodzaj wyniku | Sety | Sety | Sety  | Małe punkty | Małe punkty | Małe punkty |
| Lp.                                      | Drużyna                      | Pkt | M     | W     | P     | 3:0           | 3:1           | 3:2           | 2:3           | 1:3           | 0:3           | wyg. | prz. | stos. | zdob.       | str.        | stos.       |
| ---------------------------------------- | ---------------------------- | --- | ----- | ----- | ----- | ------------- | ------------- | ------------- | ------------- | ------------- | ------------- | ---- | ---- | ----- | ----------- | ----------- | ----------- |
| 1                                        | Knack Roeselare              | 0   | 0     | 0     | 0     | 0             | 0             | 0             | 0             | 0             | 0             | 0    | 0    | MAX   | 0           | 0           | MAX         |
| 2                                        | Lindemans Aalst              | 0   | 0     | 0     | 0     | 0             | 0             | 0             | 0             | 0             | 0             | 0    | 0    | MAX   | 0           | 0           | MAX         |
| 3                                        | Volley Haasrode Leuven       | 0   | 0     | 0     | 0     | 0             | 0             | 0             | 0             | 0             | 0             | 0    | 0    | MAX   | 0           | 0           | MAX         |
| 4                                        | Tectum Achel                 | 0   | 0     | 0     | 0     | 0             | 0             | 0             | 0             | 0             | 0             | 0    | 0    | MAX   | 0           | 0           | MAX         |
| 5                                        | Decospan Volley Team Menen   | 0   | 0     | 0     | 0     | 0             | 0             | 0             | 0             | 0             | 0             | 0    | 0    | MAX   | 0           | 0           | MAX         |
| 6                                        | VC Greenyard Maaseik         | 0   | 0     | 0     | 0     | 0             | 0             | 0             | 0             | 0             | 0             | 0    | 0    | MAX   | 0           | 0           | MAX         |
| 7                                        | Waremme Volley               | 0   | 0     | 0     | 0     | 0             | 0             | 0             | 0             | 0             | 0             | 0    | 0    | MAX   | 0           | 0           | MAX         |
| 8                                        | Volley Guibertin             | 0   | 0     | 0     | 0     | 0             | 0             | 0             | 0             | 0             | 0             | 0    | 0    | MAX   | 0           | 0           | MAX         |
| 9                                        | Caruur Volley Gent           | 0   | 0     | 0     | 0     | 0             | 0             | 0             | 0             | 0             | 0             | 0    | 0    | MAX   | 0           | 0           | MAX         |
| 10                                       | Thuismakers Brabo Antwerp VT | 0   | 0     | 0     | 0     | 0             | 0             | 0             | 0             | 0             | 0             | 0    | 0    | MAX   | 0           | 0           | MAX         |
| Legenda: BeNe Conference grupa Challenge |                              |     |       |       |       |               |               |               |               |               |               |      |      |       |             |             |             |

Źródło: 
Punktacja: 3:0 i 3:1 – 3 pkt; 3:2 – 2 pkt; 2:3 – 1 pkt; 1:3 i 0:3 – 0 pkt
Zasady ustalania kolejności: zob. sekcję powyżej